# Ryska federationens väpnade styrkors generalstabsakademi
Ej att förväxla med Generalstabsakademin (1832), rysk militärhögskola i Sankt Petersburg, inrättad 1832
Ryska federationens väpnade styrkors generalstabsakademi (ryska: Военная академия Генерального штаба Вооруженных сил Российской Федерации) är en rysk militärhögskola i Moskva. Det utbildar militär för de högsta positionerna inom landets väpnade styrkor. Det finns även särskilda kurser för tjänstemän och chefer för militära industriföretag. Utländska elever studerar också vid akademin.

## Historik
Generalstabsakademin grundades under Sovjetunionen 1936, baserat på kurser för ledning på hög nivå som hade tillhandahållits på den 1918 grundade M.V. Frunze militärhögskola i Moskva. Det har tidigare funnits en Generalstabsakademi i Sankt Petersburg under Kejsardömet Ryssland, vilken stängdes 1918. 
Elever vid generalstabsakademi har militära grader av överstelöjtnanter, överstar och generalmajorer, normalt överstar eller nyligen promoverade generaler i senare 30-årsåldern. Utbildningstiden är två år. Vid akademin examineras omkring 100 ryska och belarusiska elever varje år samt cirka 35 elever från andra länder.

## Elever vid generalstabsakademin i urval
- Georgij Alafuzoff , tidigare chef för Försvarsmaktens underrättelsetjänst i Finland och tidigare chef för Underrättelsedirektoratet inom Europeiska Unionen
- Johan Huovinen, svensk lärare i militär strategi[1]
- Sedrak Saroyan, armenisk militär och politiker
- Anatolij Serdjukov, rysk politiker och affärsman
- Sergej Tjemesov, chef för Rostec Corporation